# Kenyavelleda jirouxi
Kenyavelleda jirouxi är en skalbaggsart som beskrevs av Teocchi 1999. Kenyavelleda jirouxi ingår i släktet Kenyavelleda och familjen långhorningar.
Artens utbredningsområde är Kenya. Inga underarter finns listade i Catalogue of Life.